# No One Will Save You
No One Will Save You is een Amerikaanse sciencefiction-horrorfilm uit 2023 onder regie van Brian Duffield. Hij schreef ook zelf het scenario. Er wordt gedurende vrijwel heel de film niet gesproken.

## Verhaal
Brynn Adams is een jonge vrouw die in een vrijstaand huis in het bos woont. Sinds het overlijden van haar moeder en haar vriendin Maude brengt ze hier vrijwel al haar tijd alleen door. Als ze contact probeert te maken met andere mensen in het plaatsje, wordt ze opzichtig gemeden.
Brynn ontdekt op een nacht dat er een humanoïde buitenaards wezen is binnengedrongen in haar huis. Ze verdedigt zichzelf door het met een stuk modelbouw neer te steken. Haar telefoon blijkt niet te werken en haar auto start niet. Ze haast zich daarom op de fiets naar de politie. Op het bureau wordt ze bij binnenkomst in het gezicht gespuugd door Maude's moeder en genegeerd door Maude's vader, tevens de politiecommissaris. Brynn gaat onverrichter zake naar buiten en probeert per bus te vluchten. Verschillende andere passagiers blijken echter in de macht van de buitenaardse wezens te zijn.
Brynn vlucht terug naar haar huis om zich daar te verschansen. Er verschijnt een vliegende schotel die het lichaam van het overleden wezen met een trekstraal binnenhaalt. Brynn moet zich opnieuw verdedigen tegen buitenaardse wezens. Dat lukt haar twee keer, maar het volgende wezen overmeestert haar. Het plaatst een parasiet in haar mond die ervoor zorgt dat ze gaat hallucineren. Brynn herbeleeft zo een ontmoeting met Maude toen ze kleine meisjes waren.
Brynn ontworstelt zich aan de hallucinatie en verwijdert de parasiet uit haar keel. Het wezentje verandert in een doppelgänger van Brynn, die haar het bos injaagt. Hier wordt ze zelf met een trekstraal aan boord van een vliegende schotel gehaald. Een groep wezens onderzoekt telepathisch haar herinneringen. Brynn herbeleeft zo een ruzie met Maude toen ze een klein meisje was. Nadat ze op de grond werd gegooid, pakte ze een steen en sloeg ze haar vriendin. Die overleefde die klap niet. Brynn biedt Maud haar excuses aan en vertelt haar dat het haar spijt.
Na kort overleg brengen de buitenaardse wezens Brynn zonder kleerscheuren terug naar de landweg waar ze haar vonden, vrij om te gaan en staan waar ze wil. De andere bewoners van het plaatsje blijven onder controle van de buitenaardse wezens. Ze behandelen Brynn nu vriendelijk en uitnodigend. Ze begeeft zich blij en opgelucht onder hen. Intussen vliegen er talloze vliegende schotels door de lucht.

## Rolverdeling
| Acteur            | Personage     |
| ----------------- | ------------- |
| Kaitlyn Dever     | Brynn Adams   |
| Lauren L. Murray  | Brynns moeder |
| Dari Lynn Griffin | Maude Collins |
| Geraldine Singer  | Mrs. Collins  |
| Dane Rhodes       | Chief Collins |

## Release en ontvangst
No One Will Save You ging op 19 september 2023 in première in bioscopen in Los Angeles en New York en op 22 september in de rest van de Verenigde Staten via de streamingsdienst Hulu. De film kreeg overwegend positieve kritieken van de filmcritici, met een score van 81% op Rotten Tomatoes, gebaseerd op 118 beoordelingen.

## Prijzen en nominaties
De belangrijkste:
| Jaar | Prijs                 | Categorie                                                    | Genomineerde(n)     | Uitslag     |
| ---- | --------------------- | ------------------------------------------------------------ | ------------------- | ----------- |
| 2024 | Critics Choice Awards | Beste televisiefilm                                          | Beste televisiefilm | Genomineerd |
| 2024 | Critics Choice Awards | Beste vrouwelijke hoofdrol in een miniserie of televisiefilm | Kaitlyn Dever       | Genomineerd |